# Olivier Giroud
Olivier Jonathan Giroud (født 30. september 1986) er en fransk professionel fodboldspiller, som spiller for den franske klub LOSC Lille og Frankrigs landshold. Han holder rekorden for flest mål for Frankrigs landshold nogensinde.

## Klubkarriere
Giroud startede sin karriere i Grenoble i Ligue 2 for han skiftede til Tours i 2008. I den anden sæson i Tours blev han topscorer i Ligue 2 med 21 mål, hvilket resulterede i et skifte til Montpellier. Giroud blev også topscorer i Montpellier i 2011-2012 sæsonen med 21 mål, hvilket bidrog til at Montpellier vandt deres første, og hidtil eneste, Ligue 1 mesterskab. D. 26. juni 2012 skiftede Giroud til Arsenal F.C. Med Arsenal vandt Giroud FA Cuppen i 2014, 2015 og 2017.
I 2018 skiftede Giroud til Chelsea FC, som han vandt FA cuppen med i både 2018 og i 2021, UEFA Europa League i 2019 og sidst, men ikke mindst, UEFA Champions League i 2021. 
Den 17. juni 2021 skrev Giroud kontrakt med italienske AC Milan. Her vandt han mesterskabet i sin første sæson og bidrog med 11 mål.
Oliver Giroud skifter i sommeren 2024 til MLS klubben LA Galaxy, og forlader dermed europæisk fodbold.

## Landsholdskarriere
Giroud fik sin landsholdsdebut for Frankrig i 2011 og har siden spillet over 100 kampe for det franske landshold. Han var med til at nå kvartfinalen i både UEFA Euro 2012 og FIFA World Cup 2014. I 2018 vandt han FIFA World Cup 2018 med Frankrig, hvor de besejrede Kroatien 4-2 i finalen. Med sine 53 landskampsmål (per december 2022) er han den mest scorende franske landsholdspiller nogensinde.   